# Diviciacos (roi)
Diviciacos (en latin : Diviciacus ; et en grec : Deioykiiakoc) est un roi des Suessions, qui vécut probablement à la fin du IIe siècle av. J.-C. ou au début du Ier siècle av. J.-C. Il ne doit pas être confondu avec son homonyme, le druide Eduen Diviciacos.

## Biographie
Selon César, il fut roi des Suessions, ainsi que d'une partie de la Bretagne, avant l'accession du roi Galba.

« Apud eos fuisse regem nostra etiam memoria Diuiciacum, totius Galliae potentissimum, qui cum magnae partis harum regionum, tum etiam Britanniae imperium optinuerit ; nunc esse regem Galbam [...] »

« Ils avaient eu pour roi, de notre temps encore, Diviciacos, le plus puissant prince de la Gaule entière, qui, outre une grande partie de ces régions, avait aussi dominé la Bretagne, le roi actuel étant Galba »,.

## Monnaie

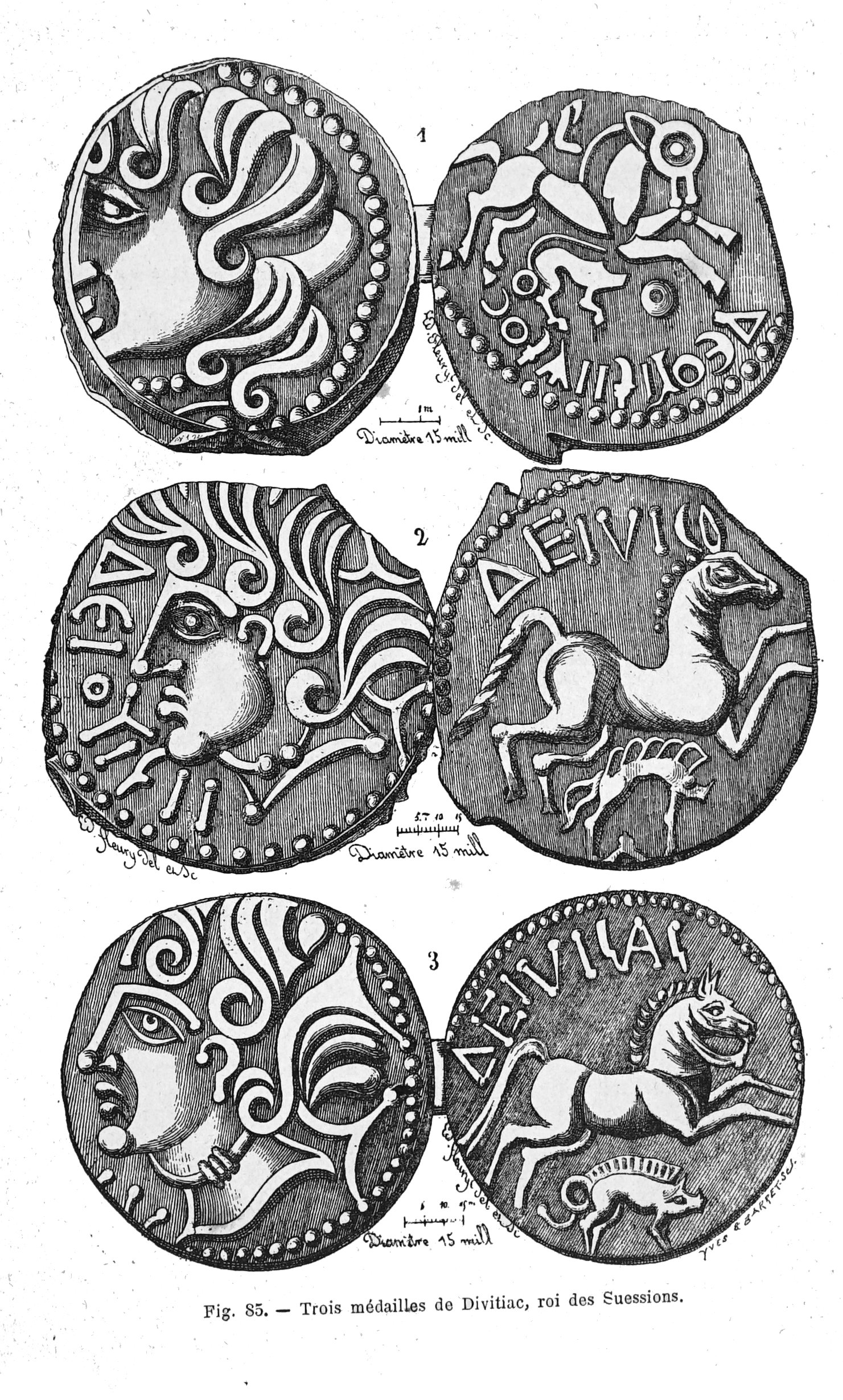
Monnaies de Divitiac, roi des Suessions.

Son nom est écrit sur des monnaies de bronze, en caractères grecs qui peuvent se lire deioutiakos, soit en transcription latine Divutiacus. Xavier Delamarre toutefois, dans son Dictionnaire de la langue gauloise, privilégie la graphie reconstituée Diviciacus : il lit en effet deioykiiakoc (et non « -tiakoc ») et, faisant dériver ce nom de la racine « divic » (vaincre), décalque du latin devincere, lui donne comme sens « le vengeur »
Il est possible également que ce Diviciacos ne soit pas celui dont parle César, mais le fils de Galba, appelé ainsi en l’honneur de son glorieux ancêtre, arrivé au trône suession après la défaite de 57 av. J.-C. qui aura poussé son père – désigné chef de cette coalition belge – vers la sortie après l’intervention des Romains. L’existence de noms « familiaux », ici dynastiques, est en effet supposée par Christian Goudineau chez les Eduens.